# Fierville-Bray
Fierville-Bray è un ex comune francese di 492 abitanti situato nel dipartimento del Calvados nella regione della Normandia. Dal 1º gennaio 2019 è stato accorpato ad altri quattro comuni per formare il nuovo comune di Valambray.

## Società

### Evoluzione demografica
Abitanti censiti